# New Cumnock
New Cumnock è una località della Scozia, situata nell'area di consiglio di Ayrshire Orientale.